# Sevim Arbana
Sevim Arbana (n. 1951) este o activistă albaneză pentru drepturile femeilor și fondatoarea ONG-urilor „Useful to Albanian Women” (UAW) și „Women Bridge for Peace and Understanding”.

## Biografie
Sevim Arbana s-a născut în 1951. Tatăl ei a fost membru al Armatei de Eliberare din Albania (LANÇ) și a luptat împotriva germanilor în timpul celui de-al Doilea Război Mondial. După război, s-a alăturat Partidului Legalității anticomunist, unde a fost etichetat drept inamic al statului și închis timp de 10 ani în timpul regimului lui Enver Hodja. Din cauza convingerilor tatălui ei, familia Arbana a fost persecutată de guvernul albanez, ceea ce a dus la dificultăți în finalizarea studiilor la Școala de Arte din Tirana.
În 1991, Arbana a fost arestată de miliția sârbă la un forum din Kosovo, protestând împotriva lipsei de finanțare pe care o primeau organizațiile sale pentru drepturile femeilor. Mai mult, Sevim Arbana a lucrat anterior cu actualul primar al Tiranei, Erion Veliaj, în timpul activității sale în cadrul mișcării Mjaft. Ulterior, au încetat să mai colaboreze după alegerea acestuia la putere, Arbana criticându-l pentru lipsa de sprijin acordat drepturilor femeilor. În 1997, a fost aleasă președintă a primului forum umbrelă al ONG-urilor din Albania, Forumul ONG-urilor.
În 2005, Sevim Arbana a fost nominalizată la Premiul Nobel pentru Pace ca parte a proiectului 1000 PeaceWomen. În 2019, a fost nominalizată la Global Woman Award la categoria „Leadership”.
Este editor la editura Naim Frasheri.

## Activism
În 1993, după căderea Uniunii Sovietice și a Republicii Populare Socialiste Albania, Arbana a fondat organizația neguvernamentală Useful to Albanian Women (Util Femeilor Albaneze), primul club al femeilor din Albania, și organizația balcanică pentru pace Women Bridge for Peace and Understanding (Puntea Femeilor pentru Pace și Înțelegere). Arbana a fost descrisă ca fiind una dintre „primele activiste după căderea comunismului”. Înființarea acestor organizații a fost inspirată de experiența ei cu The Alexandra Club, primul club al femeilor din lume. Prin intermediul acestor organizații, Arbana a fondat centre de reabilitare, a militat împotriva traficului de persoane și a oferit ajutor victimelor fără adăpost și ale abuzului domestic.

### Centrul Useful to Albanian Women
Centrul Useful to Albanian Women este o organizație albaneză dezvoltată pentru a ajuta femeile care sunt victime ale violenței domestice sau sexuale, ale abandonului sau ale dificultăților economice. Acest centru a servit, de asemenea, pentru a atrage atenția asupra ratelor violenței domestice din Albania și asupra dificultăților economice cu care se confruntă femeile atunci când fug de abuz. Centrul a servit și ca centru de reabilitare pentru copiii fără adăpost, oferă asistență mamelor adolescente din comunitatea romă și ajută victimele vendetelor sângeroase. Se estimează că, prin acest centru, Arbana a instruit și a ajutat peste 7.000 de copii albanezi ai străzii să-și găsească un loc de muncă.
În timpul războiului din Kosovo, centrul a fost folosit pentru a adăposti și a ajuta peste 3.800 de refugiați kosovari și albanezi.

### Critica lui Edi Rama
În urma unui presupus incident în care Edi Rama, prim-ministrul Albaniei, a „ciupit” una dintre ministresele sale din cabinet, Sevim Arbana a vorbit despre incident în emisiunea de știri „A-Show”. Presupusul eveniment a avut loc în 2013, iar Arbana a comentat despre el în 2019. În urma comentariului ei, Enkelejda Mca, procurorul general al statului albanez, a intentat un proces de defăimare împotriva Arbanei, cerând daune de 1 milion de lekë albanezi. Acest proces se numără printre alte 35 de procese de defăimare care au fost criticate ca fiind o „modalitate de a reduce la tăcere criticii”.